# Всё могут короли (песня)
«Всё могут короли» — песня Бориса Рычкова на стихи Леонида Дербенёва из репертуара Аллы Пугачёвой. Появилась в репертуаре певицы в 1976 году. В 1977 году песня была записана в студии, а в 1978 году выпущена в первом сольном альбоме певицы «Зеркало души». В августе 1978 года за исполнение песни «Всё могут короли» Пугачёва одержала победу (гран-при «Янтарный соловей») на II международном песенном конкурсе «Интервидение-78» в Сопоте.

## О песне
Впервые песня исполнялась в период работы в Государственном эстрадном оркестре Армении под упр. Константина Орбеляна (октябрь — декабрь 1976), затем на сольных концертах 1977—1984 гг.
Всесоюзная премьера состоялась на концерте ко Дню советской милиции 10 ноября 1976 г.
Затем эта песня прозвучала на Голубом огоньке 1 января 1978 года (повтор 14 января 1978 года).
Сюжет песни весьма напоминает историю скандального романа польского короля Владислава IV (1595—1648) и Ядвиги Лушковской (1616—1648), дочери разорившегося львовского купца. Король зашёл в своих отношениях с простолюдинкой слишком далеко — дал их сыну Владиславу Константину (1635—1698) свою династическую фамилию Ваза, чем вызвал недовольство шляхты. В 1637 г. король женился, по политическим соображениям, на принцессе Цецилии Ренате Австрийской (мягко говоря, не отличавшейся красотой), а после её смерти — на герцогине Марии Луизе Гонзага, но до конца жизни не прекращал навещать Ядвигу.

## «Зеркало души»
Песня вошла в состав списка композиций первого номерного студийного альбома Аллы Пугачёвой «Зеркало души», который был издан в СССР в феврале 1978 года году в виде двойного альбома.

Это была первая песня на стороне 3 (С60—09801); восьмая — в сквозной нумерации.

## Значение песни в творчестве
Как отмечал А. Беляков, с «Миллионом алых роз» случилось то же, что и с песней «Арлекино» в 1975 году: …песня в исполнении Пугачёвой …стала своего рода третьей «визитной карточкой» певицы после «Арлекино» и «Всё могут короли», — песен, принёсших ей всенародную известность.

## Участники записи

### Музыканты
| Основной вокал: | Алла Пугачёва                                                            | 8 |
| Бэк-вокал:      | Вокально-инструментальный ансамбль «Ритм», руководитель Александр Авилов | 8 |
| Аккомпанемент:  | Вокально-инструментальный ансамбль «Ритм», руководитель Александр Авилов | 8 |
| Аранжировка:    | Александр Авилов                                                         | 8 |